# 北京2003
《北京2003》，2004年艾未未执导电影。片长约150小时（6天又6小时），是有史以来最长的电影之一。
影片围绕北京及其居民展开。摄制过程有艾未未助手梁烨（音）、助手杨志超以及吴（音）姓司机协助完成。2003年10月18日，一行人从大北窑路口出发开始拍摄电影。在接下来的16天里，他们开车走遍北京四环路内的所有街道，最后又回到大北窑路口，里程约2400公里，共获得150小时的录像。